# Болгария на летних Олимпийских играх 2000
Болгария на летних Олимпийских играх 2000 была представлена 91 спортсменом.
Болгарская олимпийская сборная в неофициальном общекомандном зачёте заняла 13-е место. По количеству медалей на летних Олимпийских играх Болгария показала худший результат за последние 30 лет.

## Награды

### Золото
| Золото |                 |                                  |
| №      | Спортсмены      | Вид спорта (дисциплина)          |
| 1      | Армен Назарян   | Греко-римская борьба (до 58 кг)  |
| 2      | Тереза Маринова | Лёгкая атлетика (тройной прыжок) |
| 3      | Таню Киряков    | Стрельба (пистолет, 50 м)        |
| 4      | Мария Гроздева  | Стрельба (пистолет, спортивный)  |
| 5      | Галабин Боевски | Тяжёлая атлетика (до 69 кг)      |

### Серебро
| Серебро |                  |                                           |
| №       | Спортсмены       | Вид спорта (дисциплина)                   |
| 1       | Румяна Нейкова   | Академическая гребля (одиночка)           |
| 2       | Серафим Барзаков | Вольная борьба (до 63 кг)                 |
| 3       | Пётр Мерков      | Гребля на байдарках и каноэ (500 м, Б-1)  |
| 4       | Пётр Мерков      | Гребля на байдарках и каноэ (1000 м, Б-1) |
| 5       | Георги Марков    | Тяжёлая атлетика (до 69 кг)               |
| 6       | Алан Цагаев      | Тяжёлая атлетика (до 105 кг)              |

### Бронза
| Бронза |               |                                            |
| №      | Спортсмены    | Вид спорта (дисциплина)                    |
| 1      | Йордан Йовчев | Спортивная гимнастика (кольца)             |
| 2      | Йордан Йовчев | Спортивная гимнастика (вольные упражнения) |

## Результаты соревнований

### Академическая гребля
В следующий раунд из каждого заезда проходили несколько лучших экипажей (в зависимости от дисциплины). В финал A выходили 6 сильнейших экипажей, остальные разыгрывали места в утешительных финалах B-D.
Мужчины
| Соревнование | Спортсмены  | Предварительный заезд | Предварительный заезд | Предварительный заезд | Отборочный заезд | Отборочный заезд | Отборочный заезд | Полуфинал     | Полуфинал     | Полуфинал     | Финал   | Финал   | Итоговое место |
| Соревнование | Спортсмены  | Заезд                 | Время                 | Место                 | Заезд            | Время            | Место            | Заезд         | Время         | Место         | Время   | Место   | Итоговое место |
| ------------ | ----------- | --------------------- | --------------------- | --------------------- | ---------------- | ---------------- | ---------------- | ------------- | ------------- | ------------- | ------- | ------- | -------------- |
| одиночки     | Иво Янакиев | 2                     | 7:03,34               | 2                     | 2                | 7:09,22          | 2 Q              | Полуфинал A/B | Полуфинал A/B | Полуфинал A/B | Финал A | Финал A | 5              |
| одиночки     | Иво Янакиев | 2                     | 7:03,34               | 2                     | 2                | 7:09,22          | 2 Q              | 1             | 7:03,89       | 3 Q           | 6:57,32 | 5       | 5              |

### Дзюдо
Соревнования по дзюдо проводились по системе на выбывание. В утешительные раунды попадали спортсмены, проигравшие полуфиналистам турнира. Два спортсмена, одержавших победу в утешительном раунде, в поединке за бронзу сражались с проигравшими в полуфинале.
Мужчины
| Спортсмен        | Категория | 1/32               | 1/16                             | 1/8                                  | Четвертьфиналы     | Полуфиналы         | Первый доп. раунд                      | Утешительный четвертьфинал | Утешительный полуфинал | За 3 место Финал   | Место |
| Спортсмен        | Категория | Соперник Результат | Соперник Результат               | Соперник Результат                   | Соперник Результат | Соперник Результат | Соперник Результат                     | Соперник Результат         | Соперник Результат     | Соперник Результат | Место |
| ---------------- | --------- | ------------------ | -------------------------------- | ------------------------------------ | ------------------ | ------------------ | -------------------------------------- | -------------------------- | ---------------------- | ------------------ | ----- |
| Георгий Георгиев | до 66 кг  |                    | Йожеф Чак (HUN) поб. 0010 — 0000 | Хюсейин Эзкан (TUR) пор. 0011 — 0021 | Не прошёл          | Не прошёл          | Араш Миресмаили (IRI) пор. 0000 — 1001 | Не прошёл                  | Не прошёл              | Не прошёл          | 13    |

### Плавание
Спортсменов — 5
В следующий раунд на каждой дистанции проходили лучшие спортсмены по времени, независимо от места занятого в своём заплыве.
Мужчины
| Спортсмен      | Соревнование        | Предварительные заплывы | Предварительные заплывы | Полуфиналы | Полуфиналы | Финал     | Финал     |
| Спортсмен      | Соревнование        | Результат               | Место                   | Результат  | Место      | Результат | Место     |
| -------------- | ------------------- | ----------------------- | ----------------------- | ---------- | ---------- | --------- | --------- |
| Петар Стойчев  | 400 м вольный стиль | 3:59,94                 | 34                      |            |            | Не прошёл | Не прошёл |
| Иван Ангелов   | 100 м на спине      | 58,03                   | 39                      | Не прошёл  | Не прошёл  | Не прошёл | Не прошёл |
| Красимир Захов | 100 м брасс         | 1:07,09                 | 58                      | Не прошёл  | Не прошёл  | Не прошёл | Не прошёл |
| Георги Палазов | 400 м комплекс      | 4:35,92                 | 40                      |            |            | Не прошёл | Не прошёл |

Женщины
| Спортсменка      | Соревнование         | Предварительные заплывы | Предварительные заплывы | Полуфиналы | Полуфиналы | Финал     | Финал     |
| Спортсменка      | Соревнование         | Результат               | Место                   | Результат  | Место      | Результат | Место     |
| ---------------- | -------------------- | ----------------------- | ----------------------- | ---------- | ---------- | --------- | --------- |
| Иванка Моралиева | 400 м вольным стилем | 4:19,10                 | 30                      |            |            | Не прошла | Не прошла |

### Стрельба
Всего спортсменов — 5
После квалификации лучшие спортсмены по очкам проходили в финал, где продолжали с очками, набранными в квалификации. В некоторых дисциплинах квалификация не проводилась. Там спортсмены выявляли сильнейшего в один раунд.
Мужчины
| Спортсмен    | Соревнование   | Квалификация | Место | Финал | Место | Всего | Место |
| ------------ | -------------- | ------------ | ----- | ----- | ----- | ----- | ----- |
| Таню Киряков | Пистолет, 10 м | 581          | 5     | 95,8  | 8     | 676,8 | 8     |

Женщины
| Спортсмен      | Соревнование   | Квалификация | Место | Финал     | Место     | Всего | Место |
| -------------- | -------------- | ------------ | ----- | --------- | --------- | ----- | ----- |
| Весела Лечева  | Винтовка, 10 м | 391          | 20    | Не прошла | Не прошла | 391   | 20    |
| Нонка Матова   | Винтовка, 10 м | 388          | 36    | Не прошла | Не прошла | 388   | 36    |
| Мария Гроздева | Пистолет, 10 м | 367          | 38    | Не прошла | Не прошла | 367   | 38    |
| Диана Йоргова  | Пистолет, 10 м | 365          | 42    | Не прошла | Не прошла | 365   | 42    |

### Тяжёлая атлетика
Спортсменов — 4
В рамках соревнований по тяжёлой атлетике проводятся два упражнения — рывок и толчок. В каждом из упражнений спортсмену даётся 3 попытки, в которых он может заказать любой вес, кратный 2,5 кг. Победитель определяется по сумме двух упражнений.
Мужчины
| Спортсмен       | Категория | Вес   | Рывок | Рывок | Рывок | Толчок | Толчок | Толчок | Всего | Место |
| Спортсмен       | Категория | Вес   | 1     | 2     | 3     | 1      | 2      | 3      | Всего | Место |
| --------------- | --------- | ----- | ----- | ----- | ----- | ------ | ------ | ------ | ----- | ----- |
| Иван Иванов     | до 56 кг  | 55,92 | 125,0 | 130,0 | 130,0 | 155,0  | 160,0  | 162,5  | DSQ   | —     |
| Севдалин Минчев | до 62 кг  | 61,56 | 140,0 | 145,0 | 145,0 | 172,5  | 172,5  | 177,5  | DSQ   | —     |

Женщины
| Спортсмен        | Категория | Вес   | Рывок | Рывок | Рывок | Толчок | Толчок | Толчок | Всего | Место |
| Спортсмен        | Категория | Вес   | 1     | 2     | 3     | 1      | 2      | 3      | Всего | Место |
| ---------------- | --------- | ----- | ----- | ----- | ----- | ------ | ------ | ------ | ----- | ----- |
| Изабела Драгнева | до 48 кг  | 47,78 | 80,0  | 85,0  | 85,0  | 100,0  | 105,0  | —      | DSQ   | —     |
| Донка Минчева    | до 48 кг  | 47,62 | 80,0  | 80,0  | 82,5  | —      | —      | —      | DNF   | —     |